# Формула-Юниор

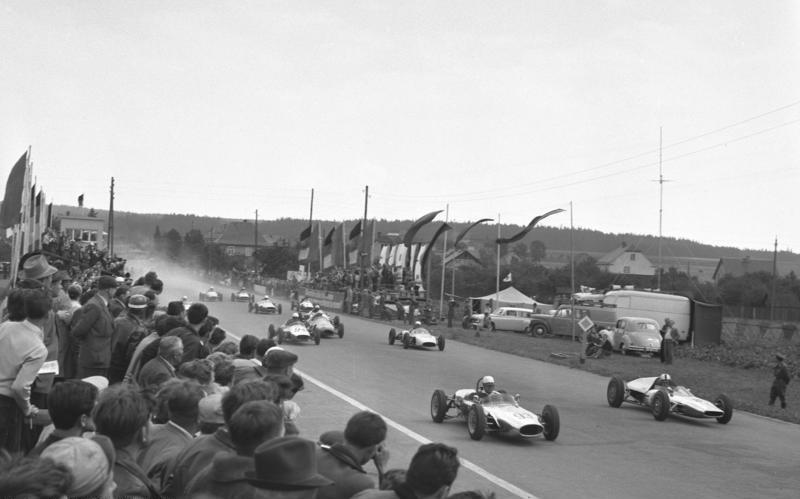
Заезд Формулы-Юниор в ГДР, 1963 год

Formula Junior (русск. Формула-юниор) — класс гонок на автомобилях с открытыми колёсами, утверждённый в 1958 году CSI. Он предназначался для гонщиков-юниоров и использовал автомобили относительно простой конструкции с  рядом узлов и агрегатов от серийных легковых автомобилей (в частности двигателей). Идею создания этого класса выдвинул граф Джованни Лурани, который видел необходимость создания «формул», на которых молодые автогонщики могли делать первые шаги перед приходом в «большие гонки».

## История
Для участия в гонках данного класса требуются машины с двигателями объёмом 1000 см. в кубе и массой 360 кг или 400 кг — в реальности последние использовались в данной серии гонок более успешно (США приняли другие весовые соотношения, но встречались они довольно редко). Такие части как блок цилиндров и их головки должны были поставляться как для обычных дорожных авто — с одним или двумя распределительными валами, дифференциалы повышенного трения и модификации подшипников были запрещены. Тормоза и коробка передач также приходили с того[какого?] производства. Зато конструкторам было разрешено увеличить количество передач, но только на заводском уровне. Formula Junior был первым классом, автомобили которого требовали специального каркаса. В Италии был выбран двигатель Fiat 1100, и это оправдано тем, что он был очень популярен. Также подходили и другие двигатели, например Mini 1000, а также трёхцилиндровые двухтактные агрегаты фирм Saab и DKW, поскольку они сделаны на базе двигателя Ford 105E Anglia.